# مات بيكينس
مات بيكينس (بالإنجليزية: Matt Pickens) (5 أبريل 1982 بواشنطن في الولايات المتحدة - ) هو لاعب كرة قدم أمريكي في مركز حراسة المرمى. لعب مع شيكاغو فاير وكولورادو رابيدز وكوينز بارك رينجرز ونيو إنجلاند ريفولوشن وفيرجينيا بيتش مارينرز وتامبا باي راوديز ‏ وChicago Fire U-23 ‏.

## وصلات خارجية
- مات بيكينس على موقع الدوري الأمريكي (الإنجليزية)
- مات بيكينس على موقع قاعدة بيانات كرة القدم.إي يو (الإنجليزية)
- مات بيكينس على موقع Soccerway.com (الإنجليزية)
- مات بيكينس على موقع عالم كرة القدم.نت (الإنجليزية)